# Terry Mills
Terry Richard Mills (Romulus, 21 dicembre 1967) è un ex cestista e allenatore di pallacanestro statunitense, professionista nella NBA.
È nipote di John Long e cugino di Grant Long.

## Carriera
È stato selezionato dai Milwaukee Bucks al primo giro del Draft NBA 1990 (16ª scelta assoluta).

## Statistiche

### College
| Anno      | Squadra             | PG  | PT  | MP   | TC%  | 3P% | TL%  | RP  | AP  | PRP | SP  | PP   |
| --------- | ------------------- | --- | --- | ---- | ---- | --- | ---- | --- | --- | --- | --- | ---- |
| 1987-1988 | Michigan Wolverines | 34  | 33  | 26,0 | 53,1 | 0,0 | 72,9 | 6,4 | 1,6 | 0,6 | 1,0 | 12,1 |
| 1988-1989 | Michigan Wolverines | 37  | 37  | 27,0 | 56,4 | 0,0 | 76,9 | 5,9 | 2,8 | 0,5 | 1,3 | 11,6 |
| 1989-1990 | Michigan Wolverines | 31  | 31  | 31,0 | 58,5 | -   | 75,9 | 8,0 | 2,2 | 1,2 | 0,9 | 18,1 |
| Carriera  | Carriera            | 102 | 101 | 27,9 | 56,2 | 0,0 | 75,5 | 6,7 | 2,2 | 0,8 | 1,1 | 13,8 |

### NBA

#### Regular season
| Anno      | Squadra         | PG  | PT  | MP   | TC%  | 3P%  | TL%  | RP  | AP  | PRP | SP  | PP   |
| --------- | --------------- | --- | --- | ---- | ---- | ---- | ---- | --- | --- | --- | --- | ---- |
| 1990-1991 | Denver Nuggets  | 17  | 0   | 16,4 | 46,7 | 0,0  | 72,7 | 5,2 | 0,9 | 0,9 | 0,5 | 7,5  |
| 1990-1991 | N.J. Nets       | 38  | 2   | 14,2 | 46,4 | 0,0  | 70,5 | 3,7 | 0,4 | 0,5 | 0,5 | 4,9  |
| 1991-1992 | N.J. Nets       | 82  | 24  | 20,9 | 46,3 | 34,8 | 75,0 | 5,5 | 1,0 | 0,6 | 0,5 | 9,0  |
| 1992-1993 | Detroit Pistons | 81  | 46  | 27,0 | 46,1 | 27,8 | 79,1 | 5,8 | 1,4 | 0,5 | 0,6 | 14,8 |
| 1993-1994 | Detroit Pistons | 80  | 74  | 34,7 | 51,1 | 32,9 | 79,7 | 8,4 | 2,2 | 0,8 | 0,8 | 17,3 |
| 1994-1995 | Detroit Pistons | 72  | 69  | 34,9 | 44,7 | 38,2 | 79,9 | 7,8 | 2,2 | 0,9 | 0,5 | 15,5 |
| 1995-1996 | Detroit Pistons | 82  | 5   | 20,2 | 41,9 | 39,6 | 77,1 | 4,3 | 1,2 | 0,5 | 0,2 | 9,4  |
| 1996-1997 | Detroit Pistons | 79  | 5   | 25,3 | 44,4 | 42,2 | 82,9 | 4,8 | 1,3 | 0,4 | 0,3 | 10,8 |
| 1997-1998 | Miami Heat      | 50  | 0   | 15,6 | 39,3 | 30,9 | 75,8 | 3,0 | 0,8 | 0,4 | 0,2 | 4,2  |
| 1998-1999 | Miami Heat      | 1   | 0   | 29,0 | 37,5 | 50,0 | 50,0 | 4,0 | 0,0 | 1,0 | 0,0 | 9,0  |
| 1999-2000 | Detroit Pistons | 82  | 78  | 22,5 | 43,9 | 39,3 | 73,5 | 4,8 | 1,0 | 0,5 | 0,3 | 6,7  |
| 2000-2001 | Indiana Pacers  | 14  | 0   | 8,1  | 32,4 | 17,6 | -    | 1,5 | 0,4 | 0,2 | 0,1 | 1,8  |
| Carriera  | Carriera        | 678 | 303 | 24,2 | 45,7 | 38,4 | 78,1 | 5,4 | 1,3 | 0,6 | 0,4 | 10,6 |

#### Play-off
| Anno     | Squadra         | PG | PT | MP   | TC%  | 3P%  | TL%  | RP  | AP  | PRP | SP  | PP   |
| -------- | --------------- | -- | -- | ---- | ---- | ---- | ---- | --- | --- | --- | --- | ---- |
| 1992     | N.J. Nets       | 4  | 0  | 19,3 | 37,0 | 0,0  | 63,6 | 6,0 | 2,0 | 0,3 | 0,5 | 6,8  |
| 1996     | Detroit Pistons | 3  | 0  | 16,0 | 25,0 | 12,5 | 83,3 | 1,7 | 1,3 | 0,3 | 0,0 | 5,3  |
| 1997     | Detroit Pistons | 5  | 4  | 39,2 | 43,6 | 34,6 | 50,0 | 7,0 | 1,4 | 1,2 | 0,0 | 11,8 |
| 1998     | Miami Heat      | 2  | 0  | 5,5  | 20,0 | 25,0 | 50,0 | 1,5 | 0,0 | 0,0 | 0,0 | 2,0  |
| 2000     | Detroit Pistons | 3  | 3  | 25,7 | 60,0 | 66,7 | 50,0 | 2,0 | 0,3 | 0,7 | 0,0 | 8,3  |
| Carriera | Carriera        | 17 | 7  | 24,1 | 40,2 | 35,4 | 64,0 | 4,3 | 1,2 | 0,6 | 0,1 | 7,7  |

## Palmarès
- McDonald's All-American Game (1986)
- Campione NCAA (1989)